# Tina Rosenberg
Ne doit pas être confondu avec Tiina Rosenberg.
Pour les articles homonymes, voir Rosenberg.
Tina Rosenberg (née le 14 avril 1960) est une journaliste et écrivaine américaine. Elle est lauréate du prix Pulitzer de l'essai de 1996. Elle a aussi remporté un prix MacArthur en 1987.